# Vital Bruneau
Pour les articles homonymes, voir Bruneau.
Vital Bruneau, né le 3 janvier 1835 à Villaines-la-Juhel et mort le 20 décembre 1892 à Villaines-la-Juhel), est un homme politique français.

## Biographie
Conseiller général de la Mayenne, il fut élu aux Élections législatives de 1876 dans la 2e circonscription de la Mayenne, par 9 891 voix (10 390 votants, 21 151 inscrits). Il siégea à la Gauche républicaine et fut des « 363 ». Après sa réélection, le 14 octobre 1877 aux Élections législatives de 1877, il continua de voter avec les républicains modérés de la Chambre, le 20 janvier 1879, pour l'ordre du jour de confiance en faveur du ministère Dufaure; le 21 février, pour l'amnistie partielle; le 5 juin, pour l'invalidation de l'élection de Blanqui; le 19 juin, pour le retour du Parlement à Paris : le 16 mars 1880, pour l'ordre du jour Devès en faveur du gouvernement, etc.
Le 21 août 1881, Vital Bruneau obtint, sans concurrent, sa réélection (9 501 voix sur 10 245 votants, 21 401 inscrits) aux Élections législatives de 1881. Il suivit la politique modérée, repoussa l'institution d'un maire de Paris élu, la proposition Boysset relative à l'abrogation du Concordat, l'élection de la magistrature, la révision, vota les crédits du Tonkin, le maintien de l'ambassade auprès du pape, etc. et se représenta, après l'établissement du scrutin de liste, aux suffrages des électeurs de la Mayenne, le 4 octobre 1885 aux Élections législatives de 1885, mais il échoua cette fois.

## Sources
- « Vital Bruneau », dans Adolphe Robert et Gaston Cougny, Dictionnaire des parlementaires français, Edgar Bourloton, 1889-1891 [détail de l’édition]